# ポップタイム
ポップタイム（英: pop time）は、野球の捕手が盗塁を阻止するために目安として計測される時間。投手の投球を捕球してから送球が二塁もしくは三塁に到達するまでの時間を指す。
メジャーリーグベースボールでは2015年にスタットキャストが導入され、全ての捕手のポップタイムの記録が残っている。2020年代のメジャーリーグベースボールでは、二塁までの平均ポップタイムは1.9秒未満を記録するのが数名、2.0秒未満を記録するのがチームに1人程度である。2018年シーズンの平均は2.01秒であった。
因みにNPBの2019年シーズンの平均ポップタイムは1.96秒であったが、甲斐拓也は時に1.7秒を切ることもあったとされる。
秦真司はポップタイム1.8秒以下の選手は基本的には一軍レベルだと説明している。その上で、ポップタイムの概念やその重要性は野村克也の現役指導者時代には知られなかったことだとしており、捕手が育たないのはポップタイムを縮めるための動作の理論の細分化ができていないためと指摘している(2021年時点)。一方里崎智也はNPBの一軍捕手ならポップタイム1.95秒以内が最低条件だとしている。
盗塁を阻止するために重要なのは捕手の能力だけでなく、投手の球速（戦略上の球種）やクイックモーションも同様に要求される。
映像解析技術の乏しいプロリーグやアマチュア野球ではストップウォッチ等で計測されることが多い。
投手が投球モーション始動からリリースの瞬間までの時間は英: delivery time、投球モーション始動から捕手が投球を捕球するまでは"time of plate"あるいは"time of pitch"などという。
| 年   | 選手                       | 所属 | タイム (秒) |
| ---- | -------------------------- | ---- | ----------- |
| 2015 | クリスチャン・ベタンコート | ATL  | 1.89        |
| 2016 | ゲイリー・サンチェス       | NYY  | 1.90        |
| 2017 | オースティン・ヘッジス     | SD   | 1.89        |
| 2018 | J.T.リアルミュート         | MIA  | 1.90        |
| 2019 | J.T.リアルミュート         | PHI  | 1.88        |
| 2020 | J.T.リアルミュート         | PHI  | 1.83        |
| 2021 | J.T.リアルミュート         | PHI  | 1.83        |
| 2022 | J.T.リアルミュート         | PHI  | 1.82        |